# James Harrington
James Harrington, angleški filozof in politični teoretik, * 3. januar 1611, Upton, Northampshire, Anglija, † 10. september 1677, London, Anglija.
Poznan je po svojem delu Oceana o istoimenski utopični ustavni republiki. razvil teorijo vlade, ki temelji na zakonih, ne pa na moči posameznikov. Znan je tudi kot angleški politični teoretik klasičnega republikanizma.

## Življenje

### Zgodnje življenje
James Harrington se je rodil 3. januarja 1611 v Uptonu v Northampshiru v Angliji, najstarejšem sinu Sapcota Harringtona iz Randa, Lincolnshire in Jane Samwell (ali Samuell) iz Uptona, hčeri Williama Samwella. James je bil pravnuk prvega Johna Haringtona, prvega barona Haringtona iz Extona. Malo je znano o Harringtonovem otroštvu in njegovem zgodnjem izobraževanju, za katerega se zdi, da je bilo na družinskem posestvu v Randu. Leta 1629 se je začel kot meščan šolati na Trinity Collegeu v Oxfordu in tega dve leti pozneje zapustil brez diplome. Kratek čas je bil eden njegovih mentorjev arminijanski teolog William Chillingworth. Vstopil je tudi v odvetniški ceh Middle Temple, enega od štirih strokovnih združenj odvetnikov (Inns of Court), kjer so njeni člani imeli veliko pravic. V tem času je umrl  Harringtonov oče in takrat je Harrington zapustil London, ne da bi diplomiral.
Večletno potovanje po celini je plačeval s pomočjo svoje dediščine. Preden se je Harrington vrnil v Anglijo, je obiskal še Francijo in Italijo, kjer je v Benetkah skrbno opazoval delovanje Beneške republike. 
Najverjetneje je, da se je Harrington vrnil v Anglijo najkasneje leta 1636 in se nameraval umakniti iz sodnega življenja ter posvetiti svoj čas študiju, vendar ga je angleški kralj Karel I. vzel za svetovalca na svojem dvoru. Po nepreverjenih zapisih je leta 1639, v zvezi s prvo škofovsko vojno, spremljal Karla I. na Škotsko. Verjetno kot vohun v službi Parlamenta, ki ga je tačas zalagal z ugodnimi posojili. 
Harringtonova očitna politična zvestoba Parlamentu ni vplivala na njegovo osebno predanost kralju. Po Karlovem porazu in aretaciji je Harrington spremljal "komisijo" poslancev, ki je hotela prisilno preseliti kralja iz Newcastla v Holmby House, bližje Londonu, da bi ga lažje imeli pod nadzorom. Harrington je  uspešno posredoval ob naslednjem poskusu prisilne selitve kralja v prestolnico. Okoli začetka leta 1649 so poslanci od Harringtona zahtevali, da poroča o kraljevem poskusu pobega. Ker jih je ta zavrnil, so ga ti odpoklicali. Vsaj dve sodobni poročili navajata, da je bil Harrington med usmrtitvijo kralja Karla I. z njim na odru za usmrtitev.

### Nastanek Oceane in ujetništvo
Po Charlesovi smrti je Harrington svoj čas posvetil pisanju Država Oceana (The Commonweath of Oceana), v kateri si je prizadeval opisati najboljše možne vlade za Anglijo. Lik Olphaus Megaletor je bil zelo očitno namenjen Oliverju Cromwellu, angleškemu vojskovodji in politiku, ki ni odobraval Harringtonovih političnih idej in je zato rokopis Oceane takoj, ko je bil natisnjen, zasegel. Takrat je pri očetu posredovala posredovala Cromwellova hčerka Elizabetha, gospa John Claypole, in po njeni zaslugi je bilo delo c posvetilom Cromwellu objavljeno leta 1656. Pocook piše, da Harrington v rokopisu Cromwellovo cenzuro razlaga, kot da ima avtoriteto družinske tradicije, vendar ta ni posebej prepričljiva. Ugotovil je, da Oceana kritizira tudi ohranitev stalne vojske, da bi ta lahko imela oblast.
Oceano so močno kritizirali monarhisti in skrajni republikanci. Harrington se je na kritike odzval z objavo dela Prerogativ popularne vlade, kjer je svoje delo skrčil za širšo javnost Umetnost zakonitega posredovanja. Nadalje je razvil svoja stališča v nizu esejev, natisnjenih leta 1659.
Harrington in ostali, ki so v letu 1659 oblikovali klub imenovan "Rota", so si prizadevali spodbujati novosti vključene v Oceani, zlasti glasovanje v obliki volitev ter mandatne omejitve za sodnike in zakonodajalce, vendar brez uspeha. 
Po restavraciji hiše Stuart s Karlom II. konec leta 1661 je bil Harrington aretiran in brez obtožbe vržen v londonsko utrdbo Tower of London. Svetovalci Karla II. so ga videli kot grožnjo monarhični vladi. V zaporu so z njim ravnali zelo slabo in njegovo zdravje se je slabšalo, kljub številnim podkupninam ječarjem, da bi mu zagotovili boljše pogoje bivanja. Preden bi Harrington lahko bil oproščen, so ga oblasti v naglici poslale v drug zapor na otok Sv. Nikolaja, ob obali Plymoutha. Harrington je prišel iz zapora po zaslugi svojih sorodnikov. Kmalu po vrnitvi na prostost se je njegovo zdravje hitro poslabšalo. Vse kaže, da zaradi zauživanja zdravila Guaiacum, ki mu ga je predpisal zdravnik in povzroča hudo zasvojenost. Zdravilo je močno vplivalo na Harringtonov um. Trpel je občasne blodnje, eden od opazovalcev ga je označil celo za "preprosto norega". Leta 1675, dve leti pred njegovo smrtjo, se je poročil z gospo Dayrell, hčerko nekega plemiča iz Buckinghamshireja. Par ni imel otrok. Harringtonova bolezen je še napredovala. Trpel je napade protina in paralize preden je postal žrtev paralizirajoče kapi. Pokopan je bil poleg [[Walter RaleighwWalterja Raleigha] v cerkvi Svete Margarete v Westminsterju.

## Misli in dela
Večina Harrigtonovih rokopisov je izginila. Do danes se je ohranila njegova tiskana literatura Oceana, ter številna druga besedila, brošure, aforizmi in razprave, od katerih so mnoge namenjene njegovi obrambi.  Prvi dve izdaji Oceane sta znani kot Chapman in Pakeman, njuni vsebini pa sta skoraj identični. Njegova dela, vključno z Pakeman Oceana in Sistem politike (A System of Politics) je  leta 1700 prvič uredil John Toland. Tolandova izdaja je najprej bila objavljena v Dublinu, v letih 1737 in 1785, kasneje pa še v Angliji leta 1747 in 1771. Leta 1924 je S.B. Liljegren ponovno izdal hitro pripravljeno različico izdaje Pakeman. 
Sodobni urednik J.G.A. Pocock, profesor zgodovine na univerzi Johns Hopkins Baltimore, je leta 1977 uredil in objavil kritično izdajo Harringtonovih traktov, skupaj z dolgim uredniškim in zgodovinskim uvodom. Harringtonovo prozo je zaznamovalo tisto, kar je Pocock opisal kot nedisciplinirano delovno navado in očitno pomanjkanje sofisticiranosti. Ta ni nikoli dosegel ravni »velikega literarnega stilista«, npr. v nasprotju s Hobbesom in Miltonom.

### Oceana
Skupnost Oceane (The Commonwealth of Oceana), 1656, je deljena na dva glavna dela: Preliminirani (The Preliminaries), ki opisuje Harringtonovo politično teorijo in Model skupnosti (The Model of the Commonwealth), kjer je Harrington uporabil svojo teorijo, predstavljeno v kontekstu izmišljene države Oceana, katera naj bi predstavljala Anglijo. Harrington je v tem poglavju preučeval politično strukturo starodavnega sveta, kar imenuje Antične skrbnosti (Ancient Prudence), ki je imel "vlado zakonov in ne moških". Drugo poglavje razpravlja o Moderni previdnosti (Modern Prudence), politične strukture Evrope po padcu Rimskega cesarstva, ki so po Harringtonu imele "vlado moških in ne zakonov". Harrington je na podlagi svoje teorije o ekonomskih okoliščinah, ki vplivajo na politično moč trdil, da je v sodobnem svetu čas za oživitev "antične skrbnosti".
Harington je predlagal, da bi bila politična moč razdeljena med vse premožne može z zakoni, ki omejujejo obseg posameznega bogastva. Ti moški bi izvolili senat (podobno zakonodajnim organom starodavnega Rima in Grčije), ki bi predlagal zakonodajo. Zakoni bi bili nato potrjeni s strani ljudi, izvršili pa bi jih izvoljeni sodniki. Izvoljeni uradniki bi služili za omejene pogoje, saj bi tako zagotovili kar največjo udeležbo državljanov Skupnosti v vladi. Družba bi bila zbrana skupaj na podlagi skupnih interesov. Model skupnosti je predlagal vrsto "ukazov" s katerimi bi bila vzpostavljena nova politična ureditev. Na nacionalni ravni je Harrington zagovarjal različico konvencionalnega modela vlade v kateri je senat (nekaj predstavnikov) razpravljal o zakonih, ljudska skupščina (mnogo predstavnikov) pa je glasovala o zakonih, te pa so bili izvršene s strani sodnika (en sam predstavnik). Njegov sistem je vključeval zapleten postopek glasovanja, ki je temeljil na podlagi beneškega republikanskega modela (rotaciji političnih uradov in mreži skupščin z župnijske ravni na državno raven), da bi tako zagotovil učinkovito upravljanje celotne države.
Harrington je verjel, da je obstoj srednjega razreda obvezen za stabilnost demokracije in da je gospodarska revolucija nastopila, ko se je gospodarska moč ločila od politične. Zagovarjal je delitev države na zemljišča z omejeno največjo velikostjo, saj bi s tem preprečil preveliko gospodarsko moč enega posameznika. Za Harringtonove predloge je rečeno, da so bili delno povod za ustanovitev določenih političnih uradov v Združenih državah Amerike, kot so: pisne ustave, dvodomna zakonodaja in volitev predsednika prek sistema volivcev. Njegove teorije so vplivale na agrarizem Thomasa Jeffersona (omejitev glasovanja lastnikom zemljišč) in protimonopolne politike Theodora Roosevelta in Woodrowa Wilsona.